# San Juan Guarita
San Juan Guarita est une municipalité du Honduras, située dans le département de Lempira. La municipalité comprend 6 villages et 25 hameaux. Elle est fondée en 1921.

## Source de la traduction
- (en) Cet article est partiellement ou en totalité issu de l’article de Wikipédia en anglais intitulé « San Juan Guarita » (voir la liste des auteurs).